# Экосез
Экосез (устар. экоссез, экоссес) (фр. écossaise — «шотландка») — старинный шотландский народный танец. Изначально имел музыкальный размер 3/4, умеренный темп. Сопровождался волынкой.
В континентальную Европу проник в конце XVII века. Сперва во Франции, а позднее по всей Европе распространился под общим названием «англез». В России при Петре I назывался «английским танцем». Со временем стал весёлым парно-групповым танцем быстрого темпа, в двухдольном размере.
Под названием «экосез» известен с 1726 года. Особую популярность, как разновидность контрданса, имел в первой трети XIX века. Музыкальный размер — 2/4.
Использован в творчестве Людвига ван Бетховена, Франца Шуберта, Фредерика Шопена и Петра Ильича Чайковского.Мало написано.